# (2416) Sharonov
(2416) Sharonov es un asteroide perteneciente al cinturón de asteroides, descubierto el 31 de julio de 1979 por Nikolái Stepánovich Chernyj desde el Observatorio Astrofísico de Crimea (República de Crimea).

## Designación y nombre
Designado provisionalmente como 1979 OF13. Fue nombrado Sharonov en honor al astrónomo ruso Vsévolod Vasílievich Sharónov.